# DreamDoll
Tabatha Robinson (nacida el 28 de febrero de 1992), conocida profesionalmente como DreamDoll, es una rapera y compositora estadounidense.

## Primeros años de vida
Tabatha nació en El Bronx, Nueva York y creció en Edenwald Projects. Tabatha asistió a la escuela secundaria Bronx Academy. Posteriormente, se unió a Westchester College y Herkimer Community College. Ella es la mayor de 5 hermanos con 2 hermanas y 2 hermanos.
En 2015, comenzó a trabajar como bartender en un club de striptease de Nueva York, Starlets. DreamDoll rápidamente se convirtió en una barman favorita, lo que la ayudó a ganar seguidores en las redes sociales. En septiembre de 2016, DreamDoll se convirtió en miembro del elenco de la temporada 16 del Reality TV Show, Bad Girls Club: Social Disruption y al año siguiente firmó con el sello discográfico de DJ Self, Gwinnin Entertainment.

## Carrera
El 16 de mayo de 2017 lanzó su sencillo debut titulado Everything Nice. El 5 de septiembre de 2017, DreamDoll lanzó el video musical oficial de Everything Nice; desde entonces, el video ha obtenido más de 8 millones de visitas. El 20 de septiembre de 2017, DreamDoll lanzó su primer mixtape titulado Life In Plastic. El mixtape incluía 7 pistas junto con 6 pistas adicionales que se lanzaron exclusivamente en SoundCloud . En octubre de 2017, DreamDoll se unió al elenco de la temporada 8 de Love & Hip Hop: New York . Antes de fin de año, lanzó 3 videos más de canciones de su Life In Plastic Mixtape; Equipo Dream, todos amamos los sueños y el helado.
El 22 de junio de 2018, DreamDoll lanzó un nuevo sencillo titulado 'Pull Up (WYA)'. El vídeo musical que lo acompaña se lanzó en agosto de 2018. El mismo mes también apareció como capitana del equipo en Wild 'n Out de MTV .
El 7 de septiembre de 2018, DreamDoll lanzó su segundo mixtape titulado Life In Plastic:2. El mixtape de 10 canciones contó con Lil' Kim, LouGotCash, Cupcakke y David Lee. El 10 de septiembre de 2018, DreamDoll tuvo su primer concierto como cabeza de cartel para celebrar el lanzamiento de su mixtape, el mismo día que lanzó el vídeo musical del segundo sencillo del mixtape 'Bundles'. 
En enero de 2019, el nombre de DreamDoll surgió durante una disputa de rap entre Tory Lanez y Don Q. Después de escuchar esto, DreamDoll lanzó una pista dirigida a Tory Lanez titulada 'On Ya Head'. La canción fue un éxito instantáneo y rápidamente atrajo mucha atención cuando DreamDoll presentó su nuevo flujo al que algunos se refieren como su "flujo de pesadilla". El mismo día que se lanzó la canción, su segundo mixtape Life In Plastic:2 volvió a entrar en las listas de Hip Hop y Rap de iTunes y alcanzó el puesto número 2. En marzo apareció en la canción 'Talk To Me' de Vado, y también se lanzó un vídeo musical. El 22 de mayo de 2019 lanzó el tercer y último vídeo musical de Life In Plastic: 2 para 'When It's Over' (se grabó un vídeo musical para 'Real One', sin embargo, el metraje se perdió). En agosto de 2019, DreamDoll apareció en dos episodios de Hip Hop Squares de VH1 .

### Registros RCA (2019-2021)
En septiembre de 2019, DreamDoll firmó un contrato discográfico conjunto con RCA Records y Brooklyn Johnny's District 18 Entertainment. Apareció en 'Thot Box Remix' de Hitmaka junto a Young MA, Dreezy, Latto y Chinese Kitty. Fue lanzado con un vídeo musical que lo acompaña. La canción fue un éxito instantáneo y el verso de DreamDoll llamó la atención de muchos oyentes. Posteriormente, en noviembre de 2019, lanzó su Freestyle 'Behind Bars'. Es un remix de Behind Barz Freestyle de Drake .
El 13 de febrero de 2020, DreamDoll lanzó su primer sencillo bajo RCA Records / District 18 Entertainment titulado 'Who You Loving', con G-Eazy y Rahky. Fue lanzado con un vídeo musical que lo acompaña. El 13 de abril de 2020 apareció en el sencillo 'Vibes' de Bandhunta Izzy. El mes siguiente apareció en la canción 'Water' de DJ Drewski junto a Rubi Rose y Molly Brazy. Ambas canciones fueron lanzadas con videos musicales que las acompañan.
El 10 de julio de 2020, DreamDoll lanzó un sencillo, " Ah Ah Ah ", con Fivio Foreign . La canción fue lanzada con merchandising y un vídeo con la letra. 'Ah Ah Ah' alcanzó la posición 23 durante dos semanas en Billboard en ventas digitales.  El 26 de agosto de 2020, DreamDoll lanzó el vídeo musical oficial de 'Ah Ah Ah'. También apareció en la canción "Thug Love" de Aaria. El mismo mes también apareció en 'Outside With It' de Bizkitt. El vídeo musical se rodó en el Bronx. El 6 de septiembre de 2020, Rah Swish y DreamDoll lanzaron su sencillo 'Watchu Like', el video musical lanzado el 11 de septiembre de 2020. El 13 de noviembre de 2020, G4 Boyz lanzó 'Prada Remix' con DreamDoll y G4Choppa y también se lanzó un video musical que lo acompaña.
DreamDoll apareció más tarde en 'Chicken N Grits' de Yung Pooda después de un vídeo musical. También habló sobre cómo supera su bloqueo de escritora. El 17 de diciembre de 2020, DreamDoll y LightSkinKeisha aparecieron en 'It's a Vibe' de Saucy Santana, que también se lanzó con un video musical adjunto.
El 29 de enero de 2021, NORE lanzó 'Goin Up' con DJ Khaled y DreamDoll, el video musical se lanzó el mismo día. El 31 de enero de 2021, DreamDoll lanzó 'Different Freestyle' con un vídeo musical que lo acompaña. La canción fue un éxito y fue considerada su lanzamiento en solitario de mayor éxito en ese momento. El 9 de abril de 2021, DreamDoll apareció en 'Lil Freak' de CJ . La canción fue lanzada con un vídeo musical y fue un éxito para ambos artistas. El 12 de abril de 2021, DreamDoll lanzó su 'Whoopty Remix'. El 18 de abril, DreamDoll lanzó su 'Collection Freestyle' con un vídeo musical. Unos días después, el 24 de abril, apareció en 'Broke Boyz' de Shaybo y fue lanzado con un vídeo musical. El 28 de mayo de 2020 apareció en 'Toot That Remix' de Erica Banks . También se lanzó un video musical de la canción.
El 11 de junio de 2021, DreamDoll lanzó su sencillo 'Tryouts'. En la canción que ella nombra aparece una larga lista de celebridades femeninas que le gustaría "probar". Posteriormente se lanzó un video musical.
El 10 de julio, Asian Doll lanzó 'Nunnadet Shit Remix' con DreamDoll, Rubi Rose, Dreezy y Ivorian Doll .

### Warner Records (2021-presente)
El 11 de agosto de 2021 se anunció oficialmente que DreamDoll había firmado un contrato discográfico con Warner Records .  También firmó con la Agencia WME. El 24 de agosto de 2021, DreamDoll actuó en el escenario principal del Hot 97 Summer Jam. El 10 de septiembre de 2021, Dread Zoe lanzó 'Baddie' con DreamDoll, y también se lanzó un video musical que lo acompaña.
El 24 de noviembre de 2021, DreamDoll lanzó su sencillo debut bajo Warner Records titulado 'You Know My Body' con Capella Gray . La canción muestra 'Can't Let Go' de Fabolous . Más tarde lanzó un vídeo musical que acompaña a la canción. El 19 de noviembre de 2021, la canción 'Chacin' de DreamDoll se lanzó en la banda sonora de la película de Netflix Bruised de Halle Berry . La banda sonora fue creada por Halle Berry y Cardi B. El 29 de octubre de 2021, DreamDoll actuó en Rolling Loud, Nueva York. El 9 de diciembre de 2021 apareció en la canción 'Wiggle' de Rick Ross, la canción lanzada con un vídeo musical que la acompaña.  El 17 de diciembre de 2021, DreamDoll lanzó 'Oh Shhh'. La canción se utilizó como tema principal de la última temporada de Claws TNT y se lanzó con un vídeo musical que la acompaña.
El 4 de febrero de 2022, DreamDoll apareció en 'For Me Remix' de Kendy X junto a Kalan.frfr, también se lanzó un video musical. El 25 de febrero, apareció en 'Get In Get Out' de Loui, el vídeo musical fue lanzado el mismo día. El 8 de marzo de 2022, DreamDoll hizo su segunda aparición en Wild 'n Out de MTV como capitana del equipo. El 22 de abril de 2022, DreamDoll lanzó 'Ice Cream Dream' con French Montana, también se lanzó un video musical. El 6 de mayo de 2022 DreamDoll comenzó la gira con Fivio Foreign, la gira constó de 19 espectáculos y finalizó el 6 de junio de 2022. El 13 de mayo de 2022, DreamDoll apareció en 'Gas You Up' de King Combs. El 27 de junio de 2022, DreamDoll se unió al elenco de College Hill: Celebrity Edition Temporada 1. Más tarde actuó en Rolling Loud Miami.
El 22 de septiembre de 2022, DreamDoll lanzó la tercera y última entrega de su serie Life In Plastic, 'Life In Plastic:3'. El mixtape de 8 pistas incluyó 5 canciones nuevas y 3 sencillos prelanzados. El mismo día, lanzó el vídeo musical oficial de 'Misunderstood'. Esto incluyó su sencillo 'Fantasy' con Kash Doll, y se iba a filmar un video musical, pero nunca comenzaron a filmarlo por razones desconocidas. Se rumoreaba que Bia (rapero) aparecería en 'Fantasy'. El 27 de septiembre de 2022 se presentó en Rolling Loud, Nueva York. En octubre de 2022, BET Plus lanzó una nueva serie de telerrealidad 'The Impact: Atlanta', DreamDoll hizo algunas apariciones especiales.
El 24 de febrero de 2023, Russ Millions lanzó 'Habibti' con DreamDoll y French Montana . El 20 de abril de 2023, DreamDoll interpretó el papel de 'Meena' en la película sobre fumetas de MTV 'Pretty Stoned'.

## Discografía
mixtapes
- Life in Plastic (2017)
- Life in Plastic: 2 (2018)
- Life in Plastic: 3 (2022)

Singles
- Everything Nice (2017)
- Pull Up (WYA) (2018)
- Bundles (2018)
- Who You Loving (feat. G-Eazy & Rahky) (2020)
- Ah Ah Ah (feat. Fivio Foreign) (2020)
- Tryouts (2021)
- You Know My Body (feat. Capella Grey) (2021)
- Oh Shhh (2021)
- Ice Cream Dream (feat. French Montana) (2022)
- Misunderstood (2022)
- Fantasy (feat. Kash Doll) (2022)
- Jelly (2024)
- Jelly (Remix) (feat. 2Rare) (2024)

Colaboraciones
- Lil Uzi Vert - How To Talk Feat. DreamDoll (2017)
- Young Dolla - Party Feat. DreamDoll & Golde (2017)
- Phresher - 100k Feat. DreamDoll & Jay Critch (2018)
- Panic Boyz - Throw It In The Air (Oh Shit) Feat. DreamDoll, Brittney Taylor & Just Brittany (2018)
- RockstarBreez - Swagg Feat. DreamDoll (2018)
- Macho Duzz - Flex Feat. DreamDoll (2018)
- Trace Cyrus - Summer Feat. DreamDoll (2018)
- LouGotCash - Love Her Again Feat. DreamDoll (2018)
- SiAngie Twins - Splash Feat. DreamDoll (2018)
- Winter Blanco - What You Want Feat. DreamDoll (2018)
- Vado - Talk To Me Feat. DreamDoll (2019)
- J.Diamondz - Doll House Feat. DreamDoll (2019)
- M-Flair - Spend It Feat. DreamDoll (2019)
- Hitmaka - Thot Box Remix Feat. DreamDoll, Young MA, Dreezy, Latto & Chinese Kitty (2019)
- Fredo Bang - Poppin Feat. DreamDoll (2019)
- Bandhunta Izzy - Vibes Feat. DreamDoll (2020)
- DJ Drewski - Water Feat. DreamDoll, Rubi Rose & Molly Brazy (2020)
- ItsBizKit - Outside Wit It Feat. DreamDoll & Jadakiss (2020)
- Aaria - Thug Love Feat. DreamDoll (2020)
- Rah Swish & DreamDoll - Watchu Like (2020)
- G4 Boyz - Prada (Remix) Feat. DreamDoll & G4Choppa (2020)
- Yung Pooda - Chicken N Grits Feat. DreamDoll (2020)
- Saucy Santana - It's a Vibe Feat. DreamDoll & LightSkinKeisha (2020)
- N.O.R.E - Goin Up Feat. DreamDoll & DJ Khaled (2021)
- CJ - Lil Freak Feat. DreamDoll (2021)
- Shaybo - Broke Boyz Feat. DreamDoll (2021)
- Erica Banks - Toot That (Remix) Feat. DreamDoll & BeatKing (2021)
- Amiyelle - Summertime Valentine Feat. DreamDoll (2021)
- Dread Zoe - Baddie Feat. DreamDoll (2021)
- Asian Doll - Nunnadet Shit (Remix) Feat. DreamDoll, Rubi Rose, Dreezy & Ivorian Doll (2021)
- Rick Ross - Wiggle Feat. DreamDoll (2021)
- Kendy X - For Me (Remix) Feat. DreamDoll & Kalan.frfr (2022)
- Loui - Get In Get Out Feat. DreamDoll (2022)
- King Combs - Gas You Up Feat. DreamDoll (2022)
- Kash Doll, Rubi Rose & DreamDoll - Abow Feat. ShantiiP (2022)
- Don Q - Shake Sum Feat. DreamDoll (2022)
- Russ Millions - Habibti Feat. DreamDoll & French Montana (2023)
- Tuson - Pop It Feat. DreamDoll (2023)
- Trina - Big Mood (Freestyle) Feat. DreamDoll, Supa Cindy (2023)
- Capella Grey - Store Run Feat. DreamDoll & Really Jaewon (2023)
- Bobbi Storm, Fridayy & DreamDoll - We Can’t Forget Him (Remix) (2024)
- TRY - Lay It Down Feat. DreamDoll & Jay1 (2024)
- Rayvanny - Shake Shake Feat. DreamDoll (2024)